# Iuka (Mississippi)
Iuka é uma cidade localizada no estado americano de Mississippi, no Condado de Tishomingo.

## Demografia
Segundo o censo americano de 2000, a sua população era de 3059 habitantes.
Em 2006, foi estimada uma população de 2961, um decréscimo de 98 (-3.2%).

## Geografia
De acordo com o United States Census Bureau tem uma área de
25,0 km², dos quais 25,0 km² cobertos por terra e 0,0 km² cobertos por água. Iuka localiza-se a aproximadamente 135 m acima do nível do mar.

## Localidades na vizinhança
O diagrama seguinte representa as localidades num raio de 24 km ao redor de Iuka.